# Aeroportul Municipal Lumberton
Aeroportul Municipal Lumberton (IATA: LBT, ICAO: KLBT, FAA LID: LBT) este un aeroport din Carolina de Nord, Statele Unite ale Americii ce deservește zona Lumberton⁠(d). A fost numit după zona deservită.
Situat la o altitudine de 38 m, aeroportul dispune de 2 piste.

## Infrastructură

### Piste
Aeroportul dispune de 2 piste. Pista 05/23 are suprafața de asfalt și dimensiunile 5.502 picioare × 150 picioare. Pista 13/31 are suprafața de asfalt și dimensiunile 5.003 picioare × 75 picioare. 